# Arizona elegans
Arizona elegans (tên thường gọi trong tiếng Anh: glossy snake, rắn bóng và faded snake, rắn phai màu) là một loài rắn cỡ vừa đặc hữu miền Tây Nam Hoa Kỳ và México. Loài này gồm nhiều phân loài, trong đó A. elegans occidentalis có khi được tách ra làm loài riêng.

## Phân loià
Phân loài của Arizona elegans là:
- Arizona elegans arenicola Dixon, 1960
- Arizona elegans candida Klauber, 1946
- Arizona elegans eburnata Klauber, 1946
- Arizona elegans elegans Kennicott, 1859
- Arizona elegans expolita Klauber, 1946
- Arizona elegans noctivaga Klauber, 1946
- Arizona elegans occidentalis Blanchard, 1924
- Arizona elegans philipi Klauber, 1946

## Mô tả
A. elegans có bề ngoài tương tự với Pituophis spp. Tuy vậy, A. elegans có kích thước nhỏ lớn, đầu hẹp ngang, nhọn hơn và đa dạng hơn về màu sắc, hoa văn. Nó mang tên gọi faded snake ("rắn phai màu") trong tiếng Anh do màu trên thân mình nó có thể trông khá nhợt nhạt.
Đa số phân loài có tổng chiều dài 75–130 cm (khoảng 30–50 in). Chiều loài tối đa đã ghi nhận là 142 cm (56 in).
Ở mặt lưng, nó có màu nâu, da bò hay xám với hoa văn trên lớp vảy trơn bóng, còn mặt bụng thì có màu trắng hay màu kem. Màu sắc biến thiên đa dạng dựa trên màu đất nơi rắn sinh sống.

## Môi trường sống

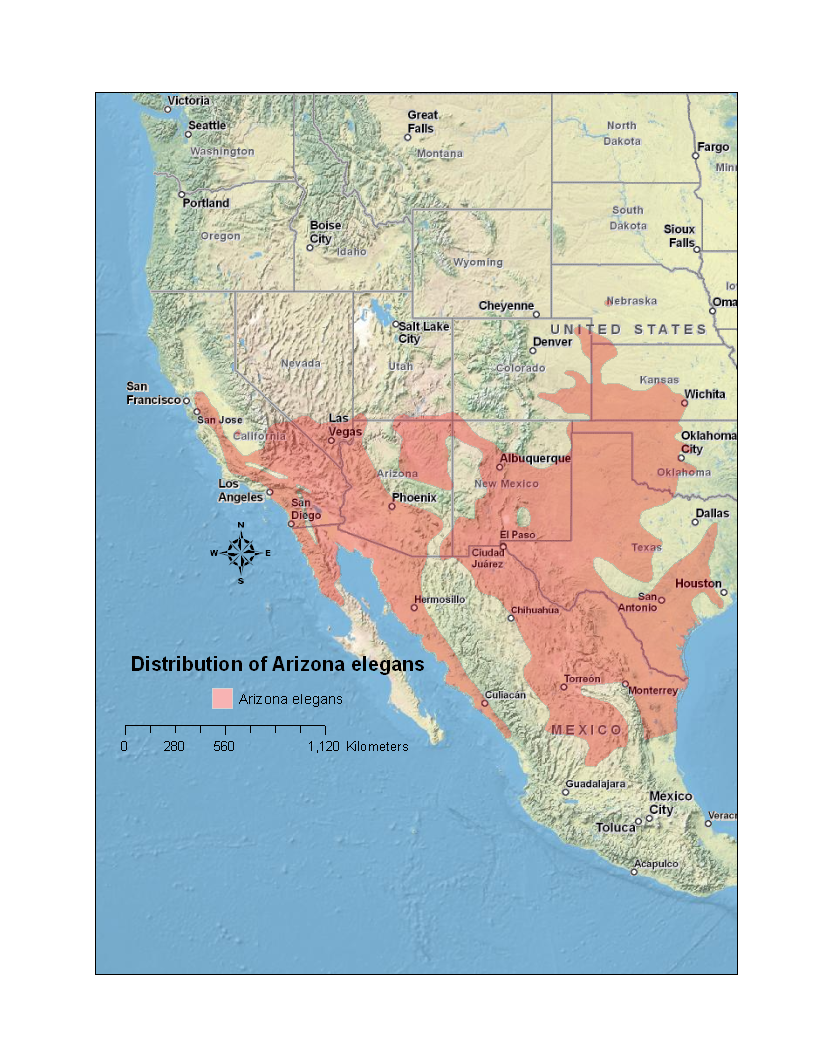
Phạm vi phân bố của Arizona elegans

Môi trường sống thường là đồng cỏ bán khô cằn tại miền tây nam Hoa Kỳ, từ California bên phía tây lan đến Kansas về phía đông, vươn xa về phía nam đến Texas và bắc México.

## Hành vi và chế độ ăn
Đây là rắn không độc, sống về đêm, săn thăn lằn nhỏ. Đôi lúc có thể bắt gặp chúng trên gác mái.

## Sinh sản
Đây là loài đẻ trứng. Con trưởng thành sính sản vào cuối xuân-đầu hè. Mỗi lứa từ 10 đến 20 trứng. Con non mới nở có tổng chiều dài khoảng 25 cm (9,8 in).